# 326
326 (CCCXXVI) fue un año común comenzado en sábado del calendario juliano, en vigor en aquella fecha.
En el Imperio romano, el año fue nombrado como el del consulado de Constantino y Constantino, o menos comúnmente, como el 1079 Ab Urbe condita, adquiriendo su denominación como 326 a principios de la Edad Media, al establecerse el anno Domini.

## Acontecimientos
- Construcción de la primera iglesia en la Colina Vaticana, sobre el supuesto lugar que albergaba la tumba de San Pedro Apóstol.

## Nacimientos
- Constancio Galo (c.325/6–354), miembro de la dinastía constantiniana, César del Imperio romano de Oriente (351-354) y cónsul tres años consecutivos, desde 352 a 354, en el reinado de su primo el emperador Augusto Constancio II.

## Fallecimientos
- Cayo Flavio Julio Crispo, príncipe romano.
- Flavia Máxima Fausta, esposa del emperador Constantino I el Grande.
- 17 de abril: Alejandro de Alejandría, Patriarca de Alejandría.